# 강릉향교 대성전
강릉향교 대성전(江陵鄕校 大成殿)은 대한민국 강원특별자치도 강릉시 강릉향교에 있는 건축물이다. 조선시대에 지어졌다. 1963년 1월 21일 대한민국의 보물 제214호로 지정되었다.

## 개요
강릉향교는 옛 성현께 제사를 드리고 학문을 갈고 닦는 곳으로, 성균관을 제외한 지방 향교로는 규모가 가장 크다. 고려 충선왕 5년(1313) 강릉 존무사(存撫使)였던 김승인이 세웠다. 조선 태종 11년(1411)에 불에 타, 2년 뒤 강릉도호부판관 이맹상의 건의로 다시 세웠고 몇 차례에 걸쳐 수리를 하였다.
제사를 지내는 공간의 중심 건물인 대성전은 태종 13년(1413)에 지은 것으로 공자를 비롯해 중국 성현들의 위패를 모시고 있다.
규모는 앞면 5칸·옆면 3칸이며 지붕은 옆면에서 볼 때 사람 인(人)자 모양을 한 맞배지붕이다. 지붕 무게를 받치기 위해 장식하여 간결하게 짜은 구조가 기둥 위에만 있는 주심포 양식이다. 건물 안쪽은 바닥에 판석을 깔았고 천장은 뼈대가 보이는 연등천장으로 꾸몄다.
이 지방의 많은 선비와 학자를 배출한 강릉향교의 제사 공간을 대표하는 전통깊은 건축 문화재이다.

## 사진

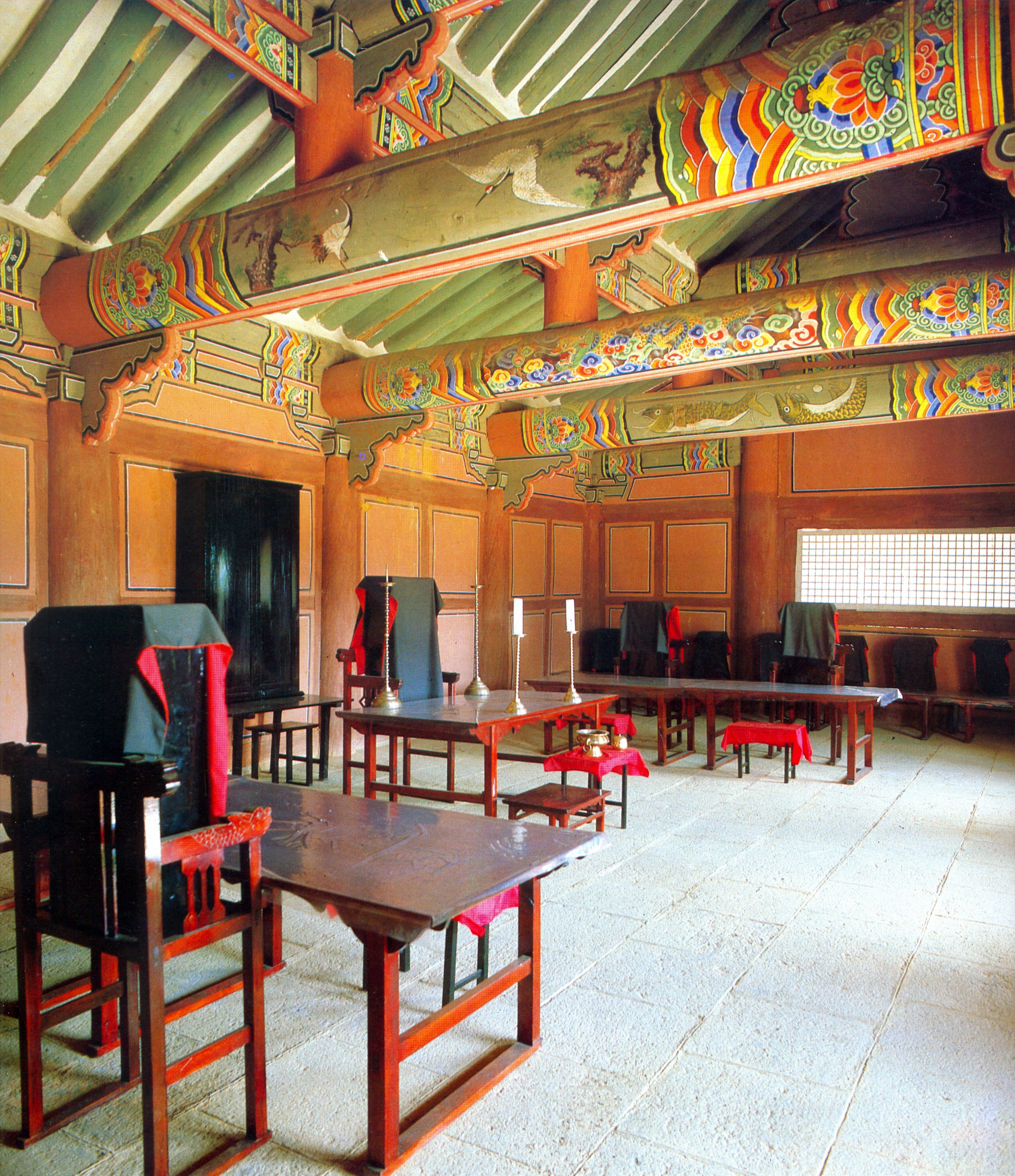
대성전 안

## 같이 보기
- 강릉향교

## 참고 자료
- 강릉향교 대성전 - 국가유산청 국가유산포털